# Bairro Alto (Piracicaba)
Bairro Alto, também conhecido como Cidade Alta ou apenas Alto, é um bairro do município brasileiro de Piracicaba. Possui uma área de aproximadamente 1,8km², e um total de 34 ruas e vias. O local também recebe o nome de "Bairro dos Alemães" devido ao fluxo imigratório vindo da Alemanha e da Suíça no século XVIII.
É popularmente conhecido por ser localidade do estádio Barão da Serra Negra, Ginásio Municipal Waldemar Blatkauskas, Cemitério da Saudade (o qual também pertence à Vila Monteiro), supermercado do Pão de Açúcar, Shopping Center Cidade Alta, igreja Bom Jesus, entre outros.

## História
O professor Guilherme Vitti - um dos grandes estudiosos de Piracicaba - fez um estudo sobre o porquê do nome "Bairro dos Alemães".
Em meados do século XVIII, apareceram, nesta região, imigrantes da Alemanha e da Suíça, os quais vieram procurar serviços em fazendas do município de Piracicaba e vizinhanças. A maioria não se adaptou ao serviço de lavoura na zona rural, procurando, então, trabalho na cidade, já que alguns tinham conhecimento de ofícios de marcenaria, relojoaria e mecânica.
 "Entre os primeiros sobrenomes alemães aparecem: Melch, Fisher, Kupfer e outros, sendo alguns de profissão médica, engenharia, farmácia, relojoaria e artes mecânicas. Alguns deles instalaram-se na rua Rangel Pestana que, antes, se chamava, justamente, Rua do Ourives."
Com o aumento do número de seus descendentes, houve necessidade de um cemitério próprio, já que, por serem a maioria de religião protestante, estavam impedidos de enterro na necrópole - que era católica. Essa estrutura foi construída onde atualmente é o Cemitério da Saudade.

## Sapucaia
A Sapucaia é uma árvore situada na esquina da Avenida Independência e Rua Moraes Barros, na fronteira entre os bairros Vila Monteiro, Jardim Elite e, principalmente, Cidade Alta - onde está localizada. A planta virou símbolo de Piracicaba, e atualmente possui mais de 100 anos de existência.